# Pasto

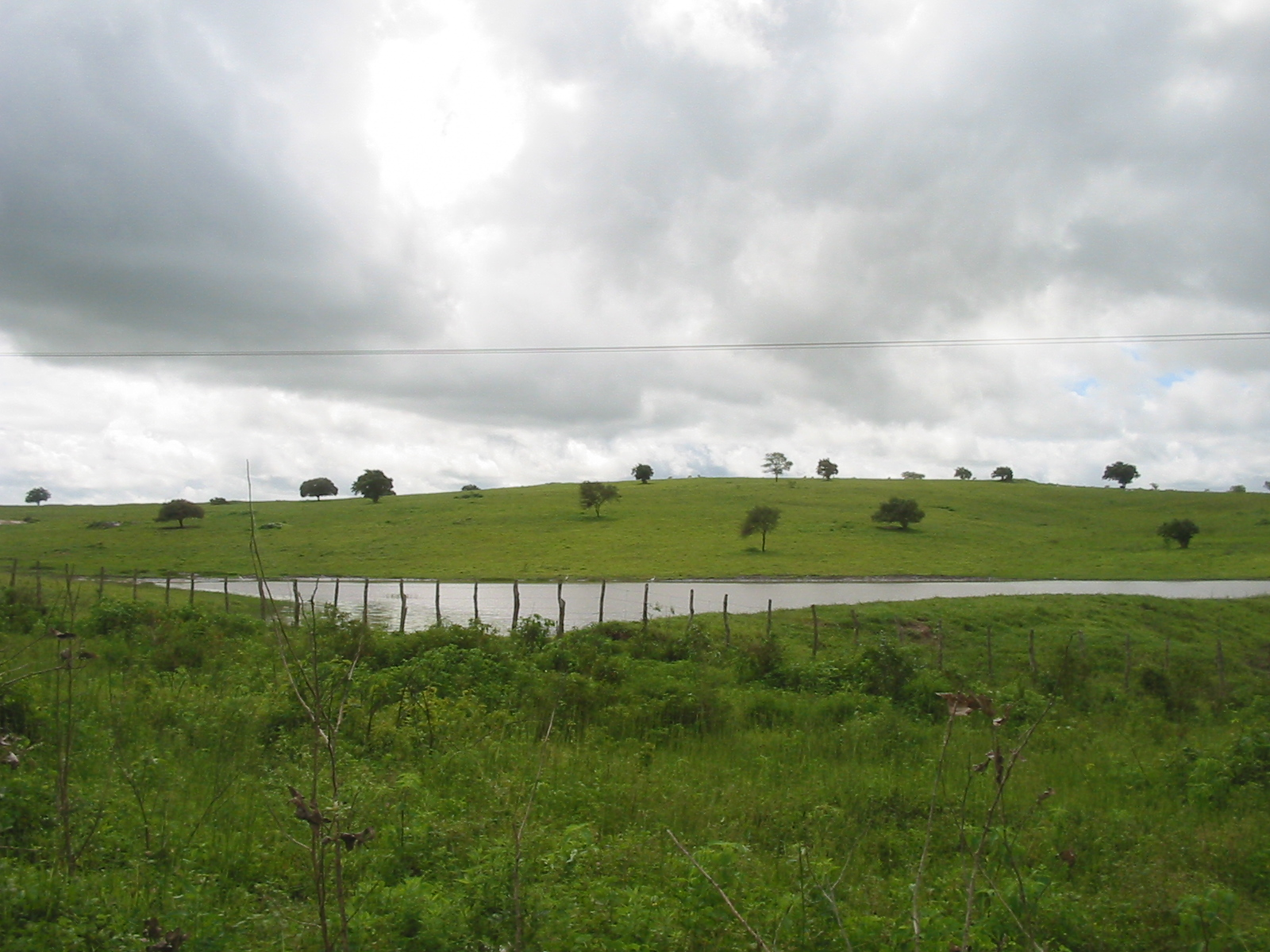
Pasto em zona rural.

Pasto é a vegetação utilizada para a alimentação do gado e, por extensão, o terreno onde o gado é deixado para se alimentar. Antes do advento da revolução verde e da produção de ração em grande escala, o pasto era a fonte principal de subsistência do gado.
Atualmente, a prática de alimentar o gado exclusivamente no pasto é denominada criação extensiva, posto que necessita de grandes áreas para se viabilizar. Em contraponto, a criação de gado em áreas pequenas, ou mesmo em confinamento, com alimentação baseada em ração, milho ou soja, é conhecida como criação intensiva. A cana-de-açúcar picada tem sido utilizada, de forma intensa, como complemento alimentar para gado confinado.
No pastejo o consumo de partes das plantas sem matá-las, mantém nelas o potencial de crescimento. Muitos herbívoros e plantas evoluem conjuntamente, cada qual atuando sobre o outro como agente de seleção natural.

## Pastagem

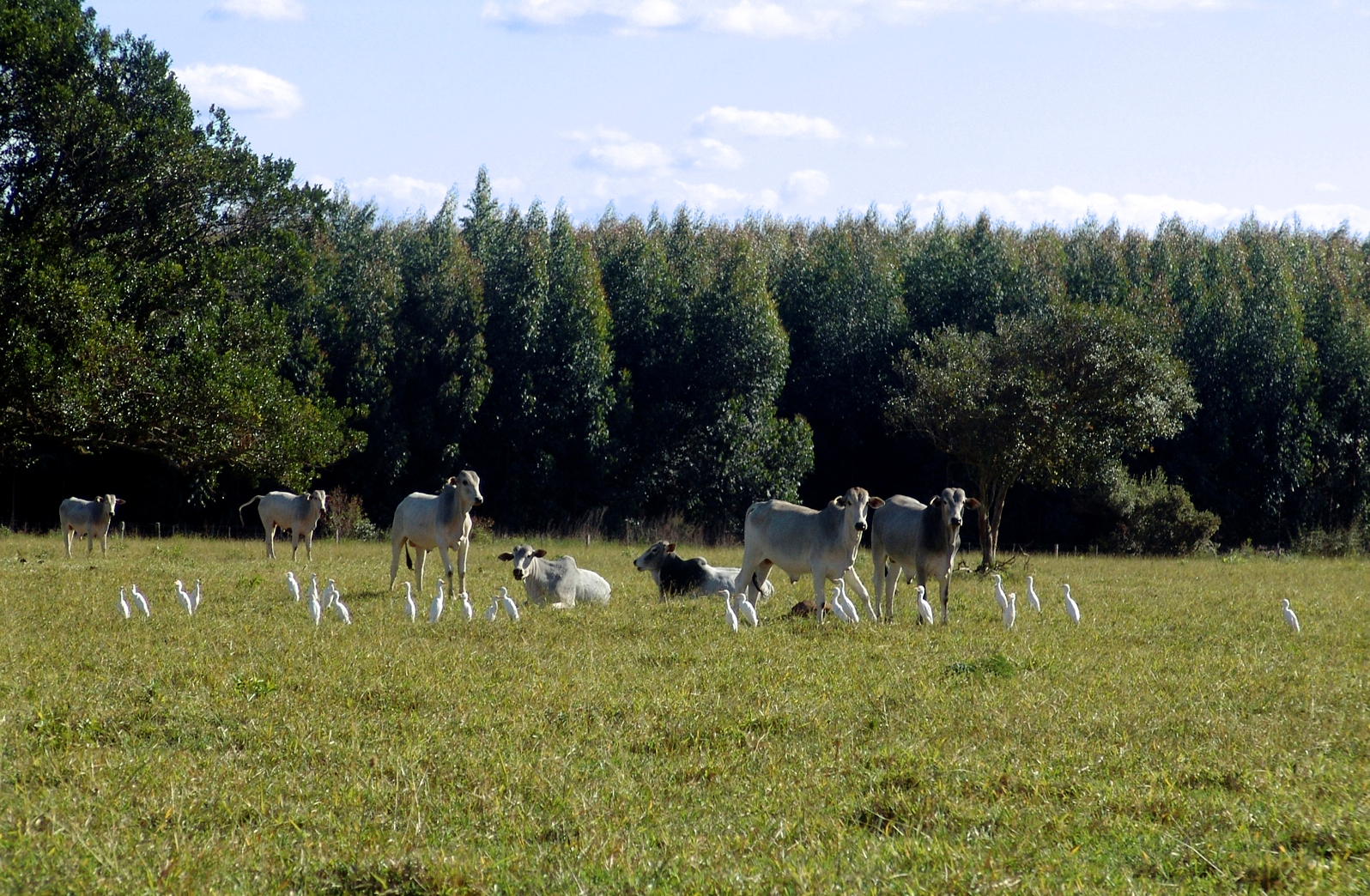
Gado Nelore no pasto.

Pode ser interpretada como o processo pelo qual animais se alimentam num pasto ou num campo aberto. Nesse sentido, remete à prática mais comum e barata da criação de animais brasileira, ou seja, de alimentar os animais em pastos ou campos.
Numa outra acepção é uma generalização que se refere ao(s) próprio(s) objeto(s) que serve(m) de alimento para os animais. Podendo ser classificada de várias formas como, por exemplo, uma pastagem verde ou seca e também pelo tipo da pastagem como sendo rica em plantas gramíneas ou rica em leguminosas. As pastagens nessa segunda acepção podem ser classificadas de acordo com a interferência humana na área de pastagem (o pasto):
- Pastagem natural: pastagem onde a vegetação original é composta principalmente de espécies herbáceas e arbustos. Como exemplos de pastagens naturais podemos citar os campos do Rio Grande do Sul, os pampas da Argentina, os lhanos da Venezuela, os velds da África do Sul, os campos limpos do Brasil Central, as caatingas do Nordeste do Brasil, os campos naturais dos Estados Unidos, México e Canadá.
- Pastagem nativa: a vegetação nativa espontânea de algum valor forrageiro, que surge após a destruição parcial ou total da vegetação original, como savana, campo cerrado, agreste, caatinga, etc. Surge também em áreas de cultura abandonada ou terras de pastagens artificiais ou cultivadas abandonadas.
- Pastagens artificiais ou cultivadas: são pastagens estabelecidas com espécies exóticas ou nativas onde a vegetação original foi excluída. Já quanto a duração, as pastagens artificiais são classificadas em permanentes e temporárias. As permanentes podem durar até 30 anos e as temporárias tem duração de 6 meses em média.

A pastagem ecológica é uma estratégica revisitada por autores no sentido de aumentar a sustentabilidade de longo prazo de determinadas áreas diminuindo ao mesmo tempo o impacto ecológico, a exemplo do Sistema Racional de Pastoreio de Voisin.
Há uma certa confusão na literatura brasileira em geral, do termo pastagem com o termo forragem que descreve um tipo de alimento para animais. A forragem é tipicamente armazenada para o inverno e que provêm de pastagens. Contudo ao contrário da ração, a forragem não sofre grande processamento industrial e é feita de grandes quantidades de plantas gramíneas e leguminosas que são geralmente prensadas em blocos ou enroladas em grandes rolos.